# 조선민주주의인민공화국의 최고령도자
조선민주주의인민공화국의 최고령도자(朝鮮民主主義人民共和國最高領導者)은 조선민주주의인민공화국에서 일반적으로 조선로동당, 국가, 조선인민군의 사실상 최고 지도자를 의미한다. 이들은  "위대한 지도자", "친애하는 지도자"와 같은 다른 호칭으로 불린다.

## 같이 보기
- 조선민주주의인민공화국 주석
- 조선로동당 총비서